# ヘイター・ペレイラ
ヘイター・ペレイラ（Heitor Teixeira Pereira、ポルトガル語発音: [ejˈtoɾ tejˈʃejɾɐ peˈɾejɾɐ]、1960年11月29日 - ）は、ブラジルのギタリスト、作曲家。ポルトガル語の発音ではエイトル・ペレイラ。
1989年から1995年までシンプリー・レッドでギタリストとして活躍した。その後はハンス・ジマーのスタジオで映画音楽を手掛けている。2006年にグラミー賞を受賞した。

## 主なディスコグラフィー
- サンキュー、ボーイズ Riding in Cars with Boys（2001）ハンス・ジマーと共作
- 11'09''01/セプテンバー11 11'09'01' September 11（2002）「アメリカ」編
- ダンシング・ハバナ Dirty Dancing: Havana Nights（2004）
- ヘイヴン 堕ちた楽園 Haven（2004）
- おさるのジョージ Curious George（2006）
- ラスト・トゥ・ウィークス Last two weeks（2006）
- 恋の終わりの始め方 Suburban Girl（2007）
- ワイルド・ブロウ Wild Blow（2007）
- ビバリーヒルズ・チワワ Beverly Hills Chihuahua（2008）
- おさるのジョージ2/ゆかいな大冒険! Curious George 2: Follow That Monkey!（2009）
- 恋するベーカリー It's Complicated（2009）ハンス・ジマーと共作
- 怪盗グルーの月泥棒 3D Despicable Me（2010）
- 私だけのハッピー・エンディング A Little Bit of Heaven（2011）
- 小さな機関車 リトル・エンジン The Little Engine That Could（2011）
- スマーフ The Smurfs（2011）
- ビバリーヒルズチワワ3 Beverly Hills Chihuahua 3: Viva La Fiesta!（2012）ビデオ映画
- 怪盗グルーのミニオン危機一発 Despicable Me 2（2013）
- スマーフ2 アイドル救出大作戦! The Smurfs 2（2013）
- イフ・アイ・ステイ 愛が還る場所 If I Stay（2014）
- ミニオンズ Minions（2015）
- おさるのジョージ3/ジャングルへ帰ろう Curious George 3: Back to the Jungle（2015）
- アングリーバード The Angry Birds Movie（2016）
- 怪盗グルーのミニオン大脱走 Despicable Me 3（2017）
- 500ページの夢の束 Please Stand By（2017）
- スモールフット Smallfoot（2018）
- プレイモービル マーラとチャーリーの大冒険 Playmobil: The Movie（2019）
- アングリーバード2 The Angry Birds Movie 2（2019）
- パウ・パトロール ザ・ムービー PAW Patrol: The Movie（2021）
- マイリトルポニー: 新しい世界 My Little Pony: A New Generation（2021）アラン・シュマックラー&マイケル・マーラーと共作
- ミニオンズ フィーバー Minions: The Rise of Gru（2022）
- 長ぐつをはいたネコと9つの命 Puss in Boots: The Last Wish (2022)